# تامجیرو هیاما
تامجیرو هیاما (انگلیسی: Tamejiro Hiyama؛ زادهٔ ۲۴ اوت ۱۹۴۶) دانشمند در زمینه شیمی آلی و شیمی آلی فلزی اهل ژاپن است. وی نقش مهمی در توسعه واکنش های جفت‌شدن هیاما و واکنش نوزاکی–هیاما–کیشی در شیمی آلی داشته است. 